# Amadou-Mahtar M'Bow
Amadou-Mahtar M'Bow (Dakar, 20 maart 1921 – aldaar, 24 september 2024) was een Senegalees politicus. Geboren in de toenmalige kolonie Frans-West-Afrika vocht hij in de Tweede Wereldoorlog voor Frankrijk. In 1953 ging hij werken voor UNESCO, waar hij van 1974 tot 1987 directeur-generaal van bleef, hoewel er kritiek was op zijn rol. Vanaf eind jaren vijftig (de periode waarin zijn land autonomie verwierf) bekleedde hij diverse ministersposten in Senegal en zette hij zich in voor onafhankelijkheid. Na 1970 was hij geen minister meer, maar bleef hij politiek actief in een kritische rol.

## Biografie
M'Bow werd in 1921 geboren in Dakar, in de toenmalige kolonie Frans-West-Afrika. Bij het uitbreken van de Tweede Wereldoorlog meldde hij zich als vrijwilliger voor de Franse landmacht en later voor de Vrije Fransen; in 1940 en van 1943 tot 1945 nam hij deel aan de gevechten. Na de oorlog studeerde hij eerst voor vliegtuigbouwkundig ingenieur; deze studie brak hij af en hij ging aan de Sorbonne in Parijs moderne literatuur studeren.
Van 1951 tot 1953 was M'Bow leraar in de stad Rosso in het buurland Mauritanië, toen eveneens onderdeel van Frans-West-Afrika. Daarna was hij tot 1966 leraar aardrijkskunde en geschiedenis in Senegal, onder andere in Saint-Louis en bij een lerarenopleiding in Dakar. In 1965 was hij voorzitter van een in Abidjan gehouden conferentie van onderwijsexperts, die ten doel had, het tot dan toe sterk op het "koloniale moederland" Frankrijk georiënteerde aardrijkskunde- en geschiedenisonderwijs in de voormalige Franse koloniën in Afrika te hervormen.

### Politieke carrière
Al in 1957-1958 was M'Bow minister van Onderwijs en Cultuur binnen de regering van het tot dan toe beperkt autonome Senegal. Hij zette zich in voor totale onafhankelijkheid, welke in 1960 werkelijkheid werd. Van 1966 tot 1970 bekleedde hij twee verschillende ministerposten in zijn vaderland, op het gebied van onderwijs en cultuur.
In 1970 werd M'Bow gekozen tot onderdirecteur van de afdeling onderwijs van UNESCO. Vier jaar later, op 15 november 1974, volgde zijn benoeming tot directeur-generaal van deze VN-organisatie. Hij was de eerste Afrikaan die een dergelijke organisatie leidde en hij voltooide twee ambtstermijnen, tot 14 november 1987. Al in 1984 was de Verenigde Staten, de grootste geldschieter van UNESCO, echter zeer kritisch op zijn rol, daarin gesteund door Europese landen. The New York Times schreef: Unesco's gehaaide directeur-generaal, Amadou Mahtar M'Bow, heeft ingestemd met een onderzoek van het Amerikaanse Congres naar zijn jammerlijk geleide, geldsmijtende organisatie. […] [Een] totaal gepolitiseerde, gedemoraliseerde bureaucratie die gespitst is op leuke baantjes voor politici waar ze thuis van af willen, een forum om precies die concepten aan te vallen waar Unesco voor staat – mensenrechten voor iedereen, persvrijheid en vrije toegang tot cultuur. […] Het onderzoek moet voldoende schandalen boven water halen om M'Bows merkwaardige vorm van tirannie te ondermijnen.
M'Bow was van juni 2008 tot en met mei 2009 nog een jaar lang voorzitter  van een – deels door de politieke oppositie in Senegal opgerichte – pressiegroep met de naam Assises nationales du Sénégal, die de diverse binnenlandse problemen in Senegal met de regering besprak en deze onder druk zette om hervormingen tot stand te brengen.
M'Bow werd in Frankrijk geëerd met de onderscheiding Commandeur in het Legioen van Eer. Enige tientallen universiteiten van over de hele wereld hebben hem een eredoctoraat verleend.
M'Bow overleed op 24 september 2024 op 103-jarige leeftijd.
- Bibsys: 90068766
- Biblioteca Nacional de España: XX958116
- Bibliothèque nationale de France: cb119137074 (data)
- Catàleg d'autoritats de noms i títols de Catalunya: 981058521575006706
- CiNii: DA00999676
- Gemeinsame Normdatei: 119017393
- International Standard Name Identifier: 0000 0001 0931 7811
- Library of Congress Control Number: n81097777
- Nationale Bibliotheek van Letland: 000189375
- Nationale Bibliotheek van Tsjechië: jx20050708036
- Nationale bibliotheek van Australië: 35891386
- Nationale Bibliotheek van Israël: 987007279008905171
- Nationale en Universitaire bibliotheek Zagreb: 000074041
- Nederlandse Thesaurus van Auteursnamen: 068883161
- Réseau des bibliothèques de Suisse occidentale: 02-A003541492
- SNAC: w69p6m7c
- Système universitaire de documentation: 029871395
- Trove: 1133951
- Virtual International Authority File: 108683897
- WorldCat: E39PBJwMGjMWWQ7XDbhJdt7GpP